# Pseudosphetta moorei
Pseudosphetta moorei är en fjärilsart som beskrevs av Everard Charles Cotes och Swinhoe 1887. Pseudosphetta moorei ingår i släktet Pseudosphetta och familjen nattflyn. Inga underarter finns listade.